# Jacques Adolphe Charles Rovers

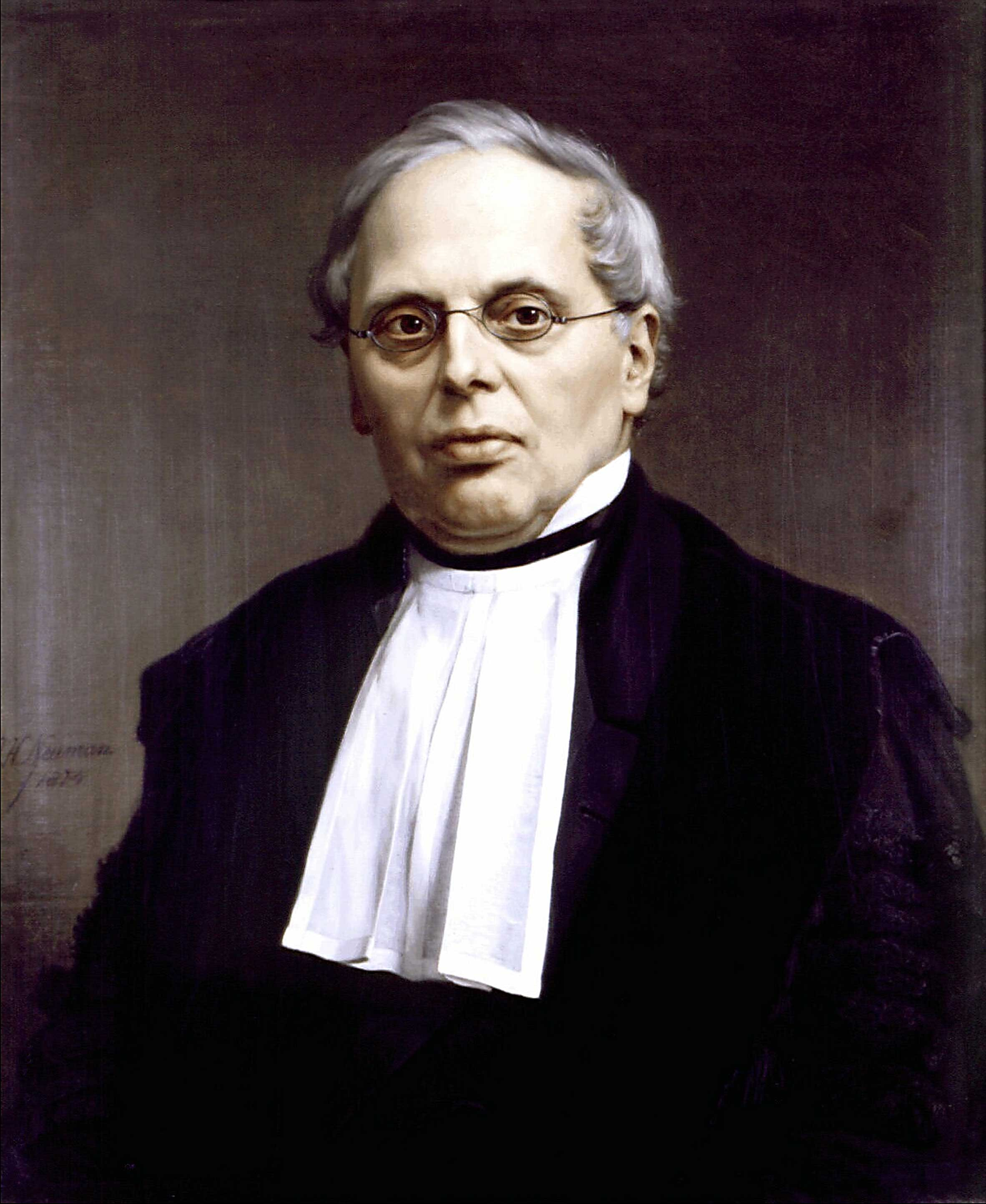
Jacques Adolphe Charles Rovers

Jacques Adolphe Charles Rovers (* 22. Juli 1803 in Dordrecht; † 7. Mai 1874 in Utrecht) war ein niederländischer Klassischer Philologe und Historiker.

## Leben
Der Sohn des Mediziners Dr. Nicolaas Rovers (* um 1757 in Grave; † 17. Juli 1815 in Utrecht) und der Anna Maria Pompeijra (* um 1768 in Grave; † 15. Juli 1846 in Groningen) hatte seine Kindheit in Dordrecht und Utrecht verbracht. Im Alter von zwölf Jahren verlor er seinen Vater, so dass sein Onkel Philipp Wilhelm van Heusde eine neue prägende Bezugsperson wurde. Nach dem Besuch der Lateinschule in Utrecht immatrikulierte sich Rovers am 16. Dezember 1819 an der Universität Utrecht, wo er ein Studium der klassischen Literatur und Rechte absolvierte. Nachdem er zwei Preisfragen unter dem Titel „Quam maxime commutationem apud Graecos subiit philosophia auctore Socrate?“ (Welche Änderung erfuhr die Philosophie bei den Griechen durch Sokrates am ehesten?) und „Quaenam sunt praecipue Herodoti in rebus gentium enarrandis dotes atque virtutes?“ (Was sind im besonderen die Begabungen und Leistungen des Herodot in der Darstellung der Geschichte der Völker?) gewonnen hatte, promovierte Rovers am 3. Juni 1824 mit der Abhandlung „De censorum apud Romanos auctoritate et existimatione, ex veterum rerumpublicarum conditione explicanda“ (Von der Erläuterung der Macht und Wertschätzung der Zensoren bei den Römern auf der Grundlage des Zustands der alten Republik) zum Doktor der Philosophie. Fast zwei Jahre später, am 27. April 1826, erlangte er mit der Arbeit „Commentatio juridica in M. Tullii Ciceronis orationem pro Q. Roscio comoedo“ (Juristische Erläuterung zur Rede des M. Tullius Cicero für den Schauspieler Q. Roscius) den akademischen Grad eines Doktors der Rechte.
Am 20. Juli 1826 wurde Rovers zum außerordentlichen Professor für griechische und lateinische Literatur an das Athenaeum in Franeker berufen, welche Aufgabe er am 15. September 1827 mit der Antrittsrede „De critica historiae diligenter adhibenda“ (Von der sorgfältigen Anwendung der Geschichtskritik) übernahm. In Franeker hielt er auch Vorlesungen zur römischen Geschichte und wurde am 26. April 1828 ordentlicher Professor der griechischen und lateinischen Sprache sowie der Geschichte. Als solchen wählte man ihn am 23. Juni 1834 zum Rektor der Einrichtung, wozu er über das Thema „De philosophia Socratica optima ad religionem Christianam via ac praeparatione“ (Von der sokratischen Philosophie als bestem Weg und bester Vorbereitung für die christliche Religion) referierte. Am 22. Juni 1842 berief man ihn zum Professor für Griechisch und lateinisch an die Reichsuniversität Groningen, welche Aufgabe er am 14. September 1843 mit der Einführungsrede „De dubitandi prudentia antiquitatis interpreti inprimis commendanda“ (Von der insbesondere dem Interpreten des Altertums anzuempfehlenden Weisheit des Zweifelns) übernahm. In Groningen war er 1853/54 Rektor der Bildungseinrichtung, wozu er die Rede „De aetate nostra historiologiae fautrice“ hielt.
Am 4. August 1855 erhielt Rovers als Nachfolger seines Lehrers Antonie van Goudoever die Professur für Römische Antiquitäten und Latein an der Universität in Utrecht, welche Aufgabe er am 7. Dezember 1855 mit der Einführungsrede „De historiologia aetati nostrae plurimi facienda“ (Von der Geschichtswissenschaft, die von unserer Zeit sehr hoch geschätzt werden sollte) übernahm. Nach der Emeritierung von Jan Ackersdijck im Oktober 1860 erhielt er zudem den Lehrstuhl für neuere Geschichte und das Mittelalter. Als Utrechter Hochschullehrer beteiligte er sich ebenso an den organisatorischen Aufgaben der Hochschule und war 1861/62 Rektor der Alma Mater. Diese Aufgabe legte er mit der Rede „De aetate nostra optimatibus praecipue et civitatum rectoribus sapientiae magistra“ (Von unserem Zeitalter als dem Lehrer der Weisheit insbesondere für die Aristokraten und Lenker der Staaten) nieder. Rovers war seit 1840 korrespondierendes, seit 1848 ordentliches Mitglied der Königlich Niederländischen Akademie der Wissenschaften, Vorsitzender der Gesellschaft für Künste und Wissenschaften der Provinz Utrecht und seit 1866 Ritter des Ordens vom niederländischen Löwen. Am 16. Juni 1873 hielt er seine Abschiedsvorlesung und am 22. Juli 1873 wurde er aus seiner Professur emeritiert.

## Familie
Rovers war zwei Mal verheiratet. Seine erste Ehe schloss er am 9. Juli 1828 in Leeuwarden mit Titia Johanna Clasina van Sippema (* um 1808 in Den Haag; † 28. März 1850 in Toulon). Aus der Ehe stammen Kinder. Seine zweite Ehe schloss er am 16. März 1853 in Groningen mit Cornelia Charlotta van Heusde (* 7. November 1817 in Utrecht; † 28. Juli 1895 in Utrecht), die Tochter des Utrechter Professors Philipp Wilhelm van Heusde und dessen Frau Charlotte Marie Anna Pompeijra. Die Ehe blieb kinderlos. Von den Kindern kennt man:
- Nicolaas Mari Rovers (* 26. April 1829 in Franeker; † 17. Juni 1845 in Groningen)
- Willem Rein Rovers (* 19. Mai 1831 in Franeker; † 29. Juni 1849 in Arnhem)
- Marinus Anne Nicolaas Rovers (* 6. Mai 1834 in Franeker; † 23. Juni 1898 in Utrecht) wurde Theologe, verh. 21. April 1870 in Ubbergen mit Françoise Louise Hinlopen (* 16. August 1834 in Ubbergen; 1834 † 21. Januar 1891im Arnhem)
- Magaretha Rovers (* 7. Januar 1837 in Franeker; † 25. Dezember 1845 in Groningen)
- Philipine Wilhelmine Rovers (* 21. Juli 1840 in Franeker; † 19. März 1847 in Groningen)
- Johanna Maria Bowina Rovers I. (* 26. März 1842 in Franeker; † 30. November 1843 in Groningen)
- Johanna Maria Bowina Rovers II. (* 17. Oktober 1844 in Franeker; † 7. Oktober 1846 in Groningen)
- Anna Maria Titia Rovers (* März 1850 in Hyères (Frankreich); † 27. April 1851 in Amsterdam)

## Schriften
- Responsio ad quaestionem litterariam. 1821, books.google.de
- Commentatio de Herodoti in rebus gentium tradendis dotibus atque virtutibus praecipuis. Utrecht 1823
- Disputatio antiquario-historica inauguralis de censorum apud Romanos auctoritate et existimatione, ex veterum rerumpublicarum conditione explicanda. Utrecht 1824, books.google.de
- Commentatio juridica in M. Tullii Ciceronis Orationem pro Q. Roscio comoedo. Utrecht 1826, eingeschränkte Vorschau in der Google-Buchsuche
- Oratio de critica historiae diligenter adhibenda. Franeker 1828, books.google.de
- Memoria Heusdii. Utrecht 1841, books.google.de
- Academiae Rheno-Traiectinae annus natalis ducentesimus vicesimus quintus. Utrecht 1860
- Oratio de aetate nostra optimatibus praecipue et civitatum rectoribus sapientaie magistra. Utrecht 1862, books.google.de
- Sermo ad Karstenii D. VII. M. Maii a. MDCCCLXIV vita defuncti, discipulos. 1865
- Afscheidsrede. Utrecht 1873, books.google.de
- Wie was Philip Willem van Heusde? Eene vraag ten behoeve van belangstellende jonge menschen. Utrecht 1875